# Leptanilloides improvisa
Leptanilloides improvisa är en myrart som beskrevs av Brandao, Diniz, Agosti och Delabie 1999. Leptanilloides improvisa ingår i släktet Leptanilloides och familjen myror. Inga underarter finns listade i Catalogue of Life.